# Ruisseau Provancher
Pour les articles homonymes, voir Provancher.
Le ruisseau Provancher est un tributaire de la partie supérieure de la rivière Mégiscane situé à l'ouest du réservoir Gouin, coulant entièrement en zone forestière dans la ville de La Tuque, dans la région administrative de la Mauricie, au Québec, au Canada.
Le ruisseau Provancher coule dans les cantons de Provancher et de Poisson. La foresterie constitue la principale activité économique de cette vallée ; les activités récréotouristiques, en second.
La route R1009 (sens est-ouest) coupe et dessert la partie inférieure de la vallée du ruisseau Provancher ; cette route se rattache à son tour vers l'est à la route forestière R1009 (sens nord-sud) qui dessert la partie ouest du réservoir Gouin.
La surface du ruisseau Provancher est habituellement gelée de la mi-novembre à la fin avril, toutefois la circulation sécuritaire sur la glace se fait généralement du début décembre à la fin de mars.

## Géographie
Les bassins versants voisins du ruisseau Provancher sont :
- côté nord : rivière Mégiscane, lac du Poète, lac de la Tête ;
- côté est : ruisseau Bignell, rivière Flapjack, lac Bureau (baie du Sud), lac Tessier ;
- côté sud : rivière Flapjack, rivière Tamarac, lac Provancher ;
- côté ouest : rivière Mégiscane, rivière Suzie.

Le ruisseau Provancher prend naissance à l’embouchure du lac Provancher (longueur : 3,6 km ; altitude : 413 m). L’embouchure de ce lac de tête est située dans le canton de Provancher, à l'est des lacs Médora et Chassigne. Cette embouchure est à :
- 10,8 km au sud de l’embouchure du ruisseau Provancher (confluence avec la rivière Mégiscane) ;
- 17,6 km au sud du lac du Poète ;
- 28,8 km au sud-est de l’embouchure de la baie Adolphe-Poisson ;
- 62 km au sud-est du centre du village de Obedjiwan (situé sur une presqu’île de la rive nord du réservoir Gouin) ;
- 105 km au sud-est du barrage Gouin érigé à l’embouchure du réservoir Gouin (confluence avec la rivière Saint-Maurice).

À partir de l’embouchure du lac de tête, le cours du ruisseau Provancher coule entièrement en zone forestière sur 17,5 km surtout dans le canton de Provancher, selon les segments suivants :
- 1,8 km vers le nord, jusqu’à la décharge (venant de l'ouest) d’un lac non identifié ;
- 7,6 km vers le nord en formant de nombreux petits serpentins, jusqu’à la décharge  (venant du sud-est) d’un lac non identifié ;
- 5,5 km vers le nord, jusqu’à un coude de rivière ;
- 2,6 km vers l'ouest en formant une courbe vers le nord qui passe dans le canton de Poisson, pour revenir dans le canton de Provancher, jusqu’à l'embouchure de la rivière[2].

L’embouchure du ruisseau Provancher conflue avec le lac Rat d’Eau lequel est traversé vers le nord par la rivière Mégiscane. Cette embouchure est localisée à :
- 6,8 km au sud du lac du Poète ;
- 19,9 km au sud-est de l’embouchure de la baie Adolphe-Poisson ;
- 54,8 km au sud-est du centre du village de Obedjiwan lequel est situé sur une presqu’île de la rive nord du réservoir Gouin ;
- 104,6 km au sud-est du barrage Gouin ;
- 138 km à l'ouest du centre du village de Wemotaci (rive nord de la rivière Saint-Maurice) ;
- 226 km au nord-ouest du centre-ville de La Tuque.

## Toponymie
Les termes Provencher" et son dérivatif "Provancher" constituent des patronymes de famille d'origine française.
Le toponyme ruisseau Provancher a été officialisé le 5 cécembre 1968 à la Commission de toponymie du Québec, soit à sa création.